# Estación de Eulàlia d'Anzizu
Eulàlia d'Anzizu o Universitats será una estación de la línea 12 del metro de Barcelona operado por los Ferrocarriles de la Generalidad de Cataluña. Estará construida a 47 metros de profundidad. Se ubicará cerca de la zona universitaria del Campus Nord, donde tendrá 3 accesos, uno en la calle del Gran Capità y dos en la avenida de Esplugues. La estación dispondrá de escaleras mecánicas y ascensores.
| << cabecera                   | < estación | línea | estación >                       | cabecera >>                      |
| ----------------------------- | ---------- | ----- | -------------------------------- | -------------------------------- |
| Línea Barcelona-Vallès de FGC |            |       |                                  |                                  |
| Sarrià                        | Pedralbes  | (TBA) | Finestrelles \| Sant Joan de Déu | Finestrelles \| Sant Joan de Déu |